# Урал-батыр (персонаж)
Ура́л-Баты́р, Ура́л (баш. Урал батыр) — главный герой башкирской словесности. По имени называется основной башкирский эпос «Урал-Батыр».
В этом эпосе Урал‑батыр представлен младшим сыном Янбирде и Янбики, антагонистом своего старшего брата Шульгана.
Супруга Урала — девушка-лебедь Хумай (дочь Самрау).
Дети Урала — Идель, Нугуш, Яик, племянник (сын Шульгена) — Хакмар являются эпонимами главных рек Южного Урала (Агидель, Нугуш, Яик, Сакмара).
Волшебный конь Урала — Акбузат.
Из тела батыра созданы Уральские горы.
В легенде «Ай менән Урал тауҙарының барлыҡҡа килеүе» («Как возникли Луна и Уральские горы») Урал-батыр создаёт Луну и Уральские горы, уничтожив лишнее Солнце.
Урал-батыр как первопредок упоминается в разных вариантах «Кунгыр-буга».